# Claire Démar
Claire Démar oder Émilie d’Eymard (geboren vermutlich 1799; gestorben am 3. August 1833) war eine französische Feministin, Journalistin und Schriftstellerin. Im Alter von 30 Jahren schloss sie sich der Bewegung der Saint-Simonisten an. Heute ist sie bekannt wegen der avantgardistischen Modernität ihrer Schriften.

## Leben

### Kindheit und Herkunft
Claire Démar, teilweise auch Emilie d’Eymard, ist eine Person, die recht geheimnisvoll ist. Über ihre Herkunft und ihre Kindheit ist wenig bekannt. Ihr Geburtsdatum, 1799 oder 1800, ist nicht gesichert, ebenso wenig wie ihre Identität, wobei ihre ersten Briefe mit Émilie d’Eymard und ihre Veröffentlichungen mit Claire Démar unterschrieben sind.
Einer Hypothese über ihre Herkunft nach ist sie die Tochter des in Deutschland geborenen Pianisten und Komponisten Sébastien Demar und der ebenfalls deutschstämmigen Elisabeth Riesam. Diese hatten sich seit 1791 in Orléans niedergelassen, aber anscheinend gibt es weder im Orléanser Geburtsregister für das Jahr 1799 noch in der entsprechenden Zehnjahrestabelle eine Geburtsurkunde, die als ihre angesehen werden könnte. Die Tochter des Ehepaars Demar namens Theresia (Thérèse), die später Violinistin, Sängerin und Komponistin wurde und ihre ältere Schwester war, wurde 1786 in Gernsbach, „im Herzogtum Baden“ (Deutschland), geboren.

### Konversion zum Saint-Simonismus
Claire Démar ist eine der kämpferischsten Frauen in der Saint-Simonistischen Bewegung. Während der Zeit, als die Bewegung zur Kirche wurde und sie ihre Schriften mit Saint-Simonische Religion überschrieb, wurde diese Kirche u. a. von Prosper Enfantin, einer typischen Vaterfigur, geleitet und war für ihre Tracht bekannt, die aus einer roten Baskenmütze, einem roten oder weißen Rock, je nach Jahreszeit, mit einem vorne gekreuzten Ledergürtel und einer blauen Jacke bestand. Diese Jacke wurde mit Hilfe eines oder einer Gefährten von hinten gewaschen, als Zeichen des Solidaritätsgeistes des Saint-Simonismus. Darüber hinaus stand auf einem weißen Brustpanzer der Name des Patrons in großen Buchstaben. Père Enfantin setzte sich besonders mit den Beziehungen zwischen den Geschlechtern auseinander. Er leitete seine Vorstellungen von einem Ausspruch Saint-Simons ab: „L’homme et la femme – voilà l’individu social.“ („Mann und Frau – das ist das soziale Individuum.“) In diesem Zusammenhang stellte Enfantin das Neue Moralgesetz auf, das auf der Annahme beruhte, alle Beziehungen zwischen den Geschlechtern sollten ausschließlich auf Liebe gegründet sein. Zur Umsetzung dieser Theorie in die Praxis fehlte es seiner Ansicht nach allerdings an einer passenden Frau, denn Frauen hatten zu wenig Rechte, um aus sich heraus wissen zu können, was sie wollten. Sie seien in einer „Männerhierarchie“ gefangen und deshalb aus seiner Sicht nicht in der Lage, eine adäquate weibliche Sicht in Bezug auf die Zukunft der Menschen beizusteuern. So suchte er offiziell mit dem „Ruf nach der Frau“ nach diesem „empanzipierten“ weiblichen Pendant. Claire Démar hingegen sah in der christlichen Moral das Herrschaftsinstrument des Patriarchats und distanzierte sich in ihren Texten radikal von den Positionen der saint-simonistischen Gemeinde, vor allem lehnte sie die (christliche) Ehe ab, weil sie auf Besitzdenken beruhe und verlogen sei.

### Feministin

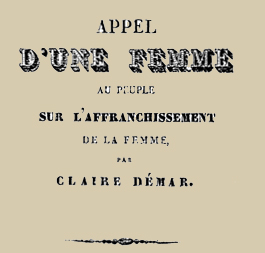
Appell einer Frau an das Volk über die Befreiung der Frau (1833)

Claire Démar sah den weiblichen Sozialisationsprozess als strukturellen Entmündigungsprozess, der zur Verdummung und Versklavung führe. Sie versuchte, die Saint-Simonismus-Bewegung, in der Frauen ab 1831 großen Einfluss gewannen, zu nutzen, um weiterzugehen und Beobachtungen und Forderungen zu äußern. Diese wurden von der Mehrheit ihrer zeitgenössischen Mitmenschen allerdings abgelehnt, obwohl sie sich im Laufe der folgenden Jahre als Feministinnen qualifizierten. Kurz vor ihrem Tod veröffentlichte Démar einen Appell einer Frau an das Volk über die Befreiung der Frau, in dem sie die Anwendung der Erklärung der Rechte des Mannes und des Bürgers für Frauen fordert. Darin bezeichnet sie die Ehe als legalisierte Prostitution, die auf dem bestehenden System der Vormundschaft basiere: Töchter aus gutsituiertem Hause würden als „gute Partie“ verheiratet, Töchter aus ärmeren Verhältnissen seien aufgrund ihrer finanziellen Situation (geringer Lohn) auf die Großzügigkeit ihrer Liebhaber und „männlichen Beschützer“ angewiesen. Sie verknüpfte die Befreiung der Frau mit der Abschaffung von Eigentum, Erbfolge, Vaterrecht und „Mutterschaft“, d. h. mit der beherrschenden Blutsverwandtschaft. So sollten beispielsweise Kinder von Ammen aufgezogen werden, da sie dafür ausgebildet seien, Kinder zu deren Wohl zu erziehen und zu fördern. D. h., Frauen sollten sich von jeglicher Reproduktionsarbeit entlasten und seien erst gleichberechtigt, wenn sie sich selbst durch ihre eigenen Fähigkeiten und Leistungen erhalten könnten. In ihrem Appell fordert Démar nicht nur die Versprechen der Französischen Revolution ein, Freiheit, Gleichheit, Solidarität, sondern thematisiert im Speziellen das Verhältnis der Geschlechter untereinander. In dem Zusammenhang kritisiert sie den Code civil von 1804, mit dem festgelegt wurde, dass eine Frau ihrem Mann Gehorsam schulde. Sie beschränkt sich in ihren Schriften nicht auf die Beschreibung der Unterdrückung der Frau, sondern benennt auch die gesellschaftlichen Mechanismen und zeigt Lösungsansätze zur Befreiung der Frau aus dieser Situation auf: Frauen sollten gleichberechtigt an der Ausarbeitung der Gesetze und der Organisation der Regierung beteiligt werden. Als Voraussetzung dafür strebte sie die freie Begegnung zwischen Mann und Frau als eigenständige und unabhängige Individuen an und beschrieb diese von materiellen Abhängigkeiten abgelöste, gleichberechtigte Verbindung in ihrer Schrift Mein Zukunftsgesetz. Wichtig war ihr, dass sich „Mann, Frau und Kind vom Gesetz des Blutes und der Ausbeutung der Menschheit durch die Menschheit“ befreien.

### Journalistin
In den letzten Jahren ihres kurzen Lebens wirkte Claire Démar an Frauenzeitschriften mit. Sie waren nach der Julirevolution von 1830 geschaffen worden, als die Saint-Simonistische Bewegung eine Gesellschaftsordnung anstrebte, in der allen Menschen gleichermaßen materielles Wohlergehen und sittliches Glück möglich sei. Démar veröffentlichte ihren Appell einer Frau an das Volk über die Emanzipation der Frau in La Femme libre und beteiligte sich, in Verbindung mit Suzanne Voilquin, mit Vorschlägen oder Kritik an den Artikeln, die in den verschiedenen Publikationen veröffentlicht wurden, bei denen Voilquin die Federführung übernommen hatte: La Femme nouvelle, L’Apostolat des femmes und La Tribune des femmes.

### Rezeption des Werks und früher Tod
Claire Démar bereitete sich auf die Drucklegung eines zweiten Bandes vor, als sie es, ausgebuht, von allen verlassen, auf das größte Elend reduziert und verzweifelt die Emanzipation der Frau ersehnend, vorzog, mit ihrer Geliebten Perret Desessarts aus Grenoble am 3. August 1833 Selbstmord zu begehen. Bei Feststellung des Todes wurden sie auf demselben Bett gefunden, mit einer Papierrolle und zwei Briefen, in denen sie betonten, dass jede für sich, unbeeinflusst von der anderen, beschlossen hatte zu sterben. Claire Démar wünschte, dass die Papiere der saint-simonistischen Familie in Paris vorgelesen und dann zu Händen von Pater Prosper Enfantin hinterlegt werden sollten. Er übergab sie wiederum Suzanne Voilquin, die sie in der La Tribune des femmes veröffentlichte.
Démars Texte blieben bis 1976 unbeachtet. Dann wurden sie erneut veröffentlicht.

## Werk

### Veröffentlichte Texte
- Claire Démar: Appel d’une femme au peuple sur l’affranchissement de la femme, Selbstverlag, 1833 (Digitalisat gallica), neu hrsg. von Valentin Pelosse, 2001.
- Claire Démar: Ma Loi d’avenir, posthum hrsg. von Suzanne [Voilquin], La Tribune des femmes, Paris, 1834 (Digitalisat gallica).

### Briefe
- Claire Démar: lettres de..., fonds Enfantin ou saint-simonien
- Claire Démar (et Perret Desessarts): lettres à Charles Lambert (3 août 1833), autographes conservés à l’Arsenal, Mss 7714, lettres d’adieu écrites quelques heures avant le suicide des deux amants.

### Bibliographie
Liste chronologisch geordnet
- Revue de Paris, Bureau de la Revue de Paris, 1834, S. 6 und 7 (Google livres)
- Suzanne Voilquin: Souvenirs d’une fille du peuple, ou La Saint-simonienne en égypte, 1866, Maspero, Paris, 1978. (Google livre)
- Ghenia Adrienne Avril de Sainte-Croix: Le Féminisme, Paris, Giard & Brière, 1907.
- Laure Adler: À l’aube du féminisme, les premières journalistes: 1830–1850, Paris, Payot, 1979.
- Carole Bitoun: La Révolte au féminin. De 1789 à nos jours, Hugo&Cie, 2007.
- Saint-Amand Bazard
- Prosper Enfantin
- Saint-simonisme
- Claude-Henri de Rouvroy de Saint-Simon
- Claire Bazard
- Palmyre Bazard
- Désirée Gay
- Marie-Reine Guindorf
- Suzanne Voilquin